# Isonychia formosana
Isonychia formosana is een haft uit de familie Isonychiidae. De wetenschappelijke naam van de soort is voor het eerst geldig gepubliceerd in 1912 door Ulmer.
De soort komt voor in het Oriëntaals gebied.